# السياحة في الأرجنتين
الأرجنتين هي البلد الأكثر زيارة في أمريكا الجنوبية والثانية بعد المكسيك حيث جاء إليها في عام 2011 ما بين 5 إلى 8 ملايين سائح وفقاً للنظام العالمى للسياحة.
تمتلك الأرجنتينمساحة شاسعة من الأراضى وتنوع في المناخ وجمال الطبيعة، كما أنها تمتلك أيضا ثقافة وعادات وتتميز بمأكولاتها العالمية الشهيرة. بالإضافة إلى أنها على درجة عالية من التنمية ومجهزة تجهيزا جيدا، لذلك تستقبل الأرجنتين عدد هائل من السائحين. كما تمتد الأراضى الأرجنتينية من أعلى قمم جبال الأنديز في الغرب حتى الأنهار الكبرى والشواطئ والمنحدرات الواسعة للبحر الأرجنتينى في الشرق، ومن الغابات الاستوائية لمنطقة يونغاس في الشمال حتى الوديان والأنهار الجليدية والبحيرات والغابات الباردة من باتاغونيا في الجنوب حتى القطب الجنوبي .وتتمتع الأرجنتين بتنوع المناخ على مدار العام حيث: المعتدل والحار الجاف والحار الرطب والبارد الجاف والبارد الرطب وشبه الجاف وشبه الاستوائي والقاري .
وتجتلب الأرجنتين السياح الأجانب من البرازيل وتشيلي وبيرو وكولومبيا والمكسيك وبوليفيا وإكوادور وأوروغواي , ومن الدول الأوروبية يأتون اليها من إسبانيا وإيطاليا وفرنسا وألمانيا وبريطانيا وسويسرا .

## الأماكن الرئيسية

### مدينة بونيس آيريس

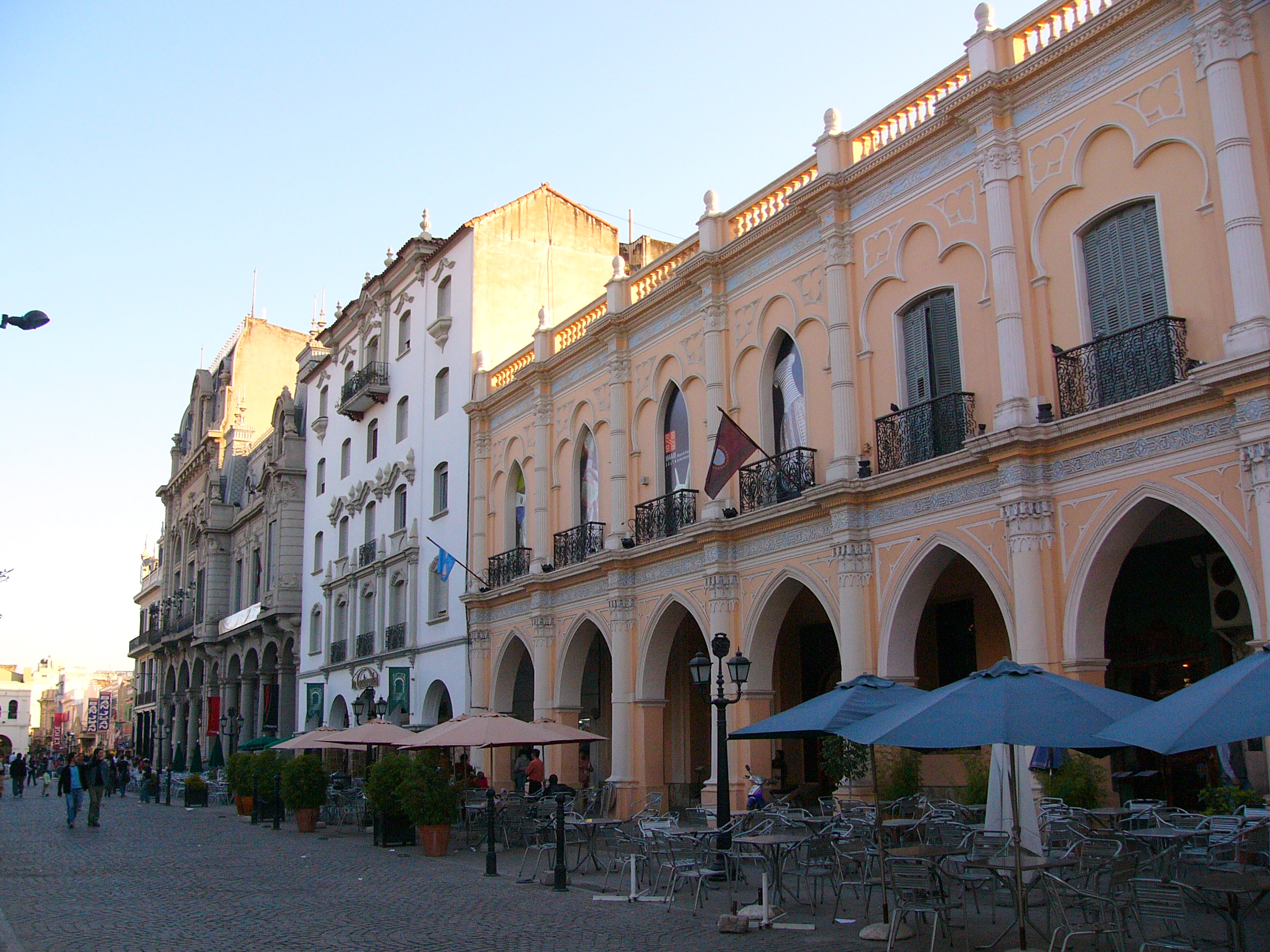
مدينة سالتا

اعتبرت بونيس آيريس هي بمثابة "باريس في نصف الكرة الارضية الجنوبي"، وهذا وفقا لآراء كثير من المسافرين اليها وذلك يرجع إلى هندستها المعمارية الرائعة ونشاطها الثقافى الواسع . وكان السياح يختارون بصفة عامة الزيارة الليلية إلى اماكن رقص التانجو والنزهة في المكان الشهير ( في اقليم بوينوس أيرس) لتذوق لحم الشواء التقليدى عندهم . في السنوات الأخيرة، ظهرت طرق جديدة ومن بينهم طرق بأسماء اشخاص مهمين مثل كارلوس غارديل وايفا بيرون أو جورج لويس بورغيس. كما أن لديها العديد من مراكز التسوق وأهم المراكز البارزة فيها (ألتو باليرمو وطريق الكورتا وفناء بوليريك وأباستو دى بوينوس أيرس ومعرض الباسيفيكو).

### شلالات اجوازو
تقع في شمال شرق الغابة الشبه استوائية وهي شلالات المياه الأكثر شهرة في المنطقة. يعتمد تطورها السياحى على التقدم الملحوظ في بنيتها التحتية والنزهات العديدة. وهي موجودة في الحديقة الدولية التي تحمى الزهور والحيوانات الأصيلة . ومن أهم المناطق فيها أيضا ما يسمى بحنجرة الشيطان، وأخرين مهمين وهم ما يسموا بالأخوين بوسيتى أو ألفار نونييز تكريما لمكتشفه ألفار نونيز كابيزا دو فاكا.

### مدينة سالتا
مدينة العمارة الاستعمارية بها معرض سياحي كبير حيث يمكن عمل رحلات سياحية إلى أماكن سياحية أخرى بها.